# Villeneuve-Minervois
Villeneuve-Minervois är en kommun i departementet Aude i regionen Occitanien  i södra Frankrike. Kommunen ligger  i kantonen Peyriac-Minervois som ligger i arrondissementet Carcassonne. År 2022 hade Villeneuve-Minervois 980 invånare.

## Befolkningsutveckling
Antalet invånare i kommunen Villeneuve-Minervois
Referens: INSEE